# The Nowhere Inn
The Nowhere Inn é um pseudodocumentário estadunidense de 2020, dirigido por Bill Benz e estrelado por Annie Clark, Carrie Brownstein e Dakota Johnson.
Teve sua estreia mundial no Festival de Cinema de Sundance em 25 de janeiro de 2020. O lançamento do filme está programado para 17 de setembro de 2021, pela IFC Films.

## Elenco
- Annie Clark como Ela mesma
- Carrie Brownstein como Ela mesma
- Dakota Johnson como Ela mesma
- Ezra Buzzington como Limo Driver
- Toko Yasuda como Ela mesma
- Chris Aquilino como Neil
- Drew Connick como Robert
- Michael Bofshever como Mr. Brownstein, o pai de Carrie

## Recepção
No Rotten Tomatoes, o filme tem um índice de aprovação de 75% com base em 16 críticas, com uma nota média de 6,1/10. No Metacritic, The Nowhere Inn tem uma pontuação acima da média de 61 de 100 com base em 8 avaliações, indicando "críticas geralmente favoráveis".